# Chocolate Industries
Chocolate Industries è una casa discografica statunitense, attiva dal 1997, che ha pubblicato i dischi di vari artisti attivi nel campo della musica rock e pop.

## Storia
Fondata a Miami, in Florida, da Marvin "Seven" Bedard, la casa discografica è stata poi trasferita a Chicago, nell'Illinois. Ha pubblicato album in studio di artisti del calibro di Push Button Objects,, Diverse e Vast Aire.  Nel 1999, è stata nominata dal Miami New Times come la migliore casa discografica elettronica.
Nel 2004, è stata descritta da Billboard come "tra quelle di più alto profilo di Chicago".".  Nel 2012, Chocolate Industries ha pubblicato un album di compilation, intitolato "Personal Space: Electronic Soul 1974-1984".